# Котласский краеведческий музей
Котласский краеведческий музей – муниципальное учреждение культуры «Котласский краеведческий музей». Музей расположен по адресу:  Архангельская область, г. Котлас, ул. Виноградова, 22.

## История
История музея начинается с 1964 года, когда по инициативе В. Ф. Ракитина в Котласе был создан городской общественный историко-революционный музей, расположившийся в помещении Дома культуры железнодорожников. В 1968 году музею присвоено звание народного музея.
В 1977 году был создан ещё один общественный музей – районный историко-краеведческий, который обосновался в здании лесхоза на улице Ленина. Председателем Совета музея назначен В. Д. Трубин.
1 марта 1978 года два этих общественных музея (городской историко-революционный музей и районный историко-краеведческий музей) объединились: начал свою деятельность Котласский историко-революционный музей, филиал Архангельского областного краеведческого музея. Под нужды музея было выделено здание Народного дома, построенного в 1906 году. Сейчас это здание является объектом культурного наследия регионального значения.
10 сентября 1982 года торжественно открыта экспозиция музея «Котлас и район с древнейших времен до настоящего времени».
В 1990 году Котласский историко-революционный музей стал краеведческим самостоятельным и был включен в государственную сеть музеев России.

## Экспозиция
Общий фонд музея включает более 26 тысяч единиц хранения основного фонда и более 6 тысяч единиц хранения вспомогательного фонда. Каждый год новыми экспонатами пополняются коллекции музея – это коллекции документов, фотографий и негативов, тканей, металла, коллекция живописи, графики, скульптуры и декоративно-прикладного искусства, коллекция предметов быта и этнографии, коллекции нумизматики, археологии.
Основными задачами деятельности музея являются выявление, изучение, сохранение и популяризация историко-культурного наследия города Котласа.

## Выставки

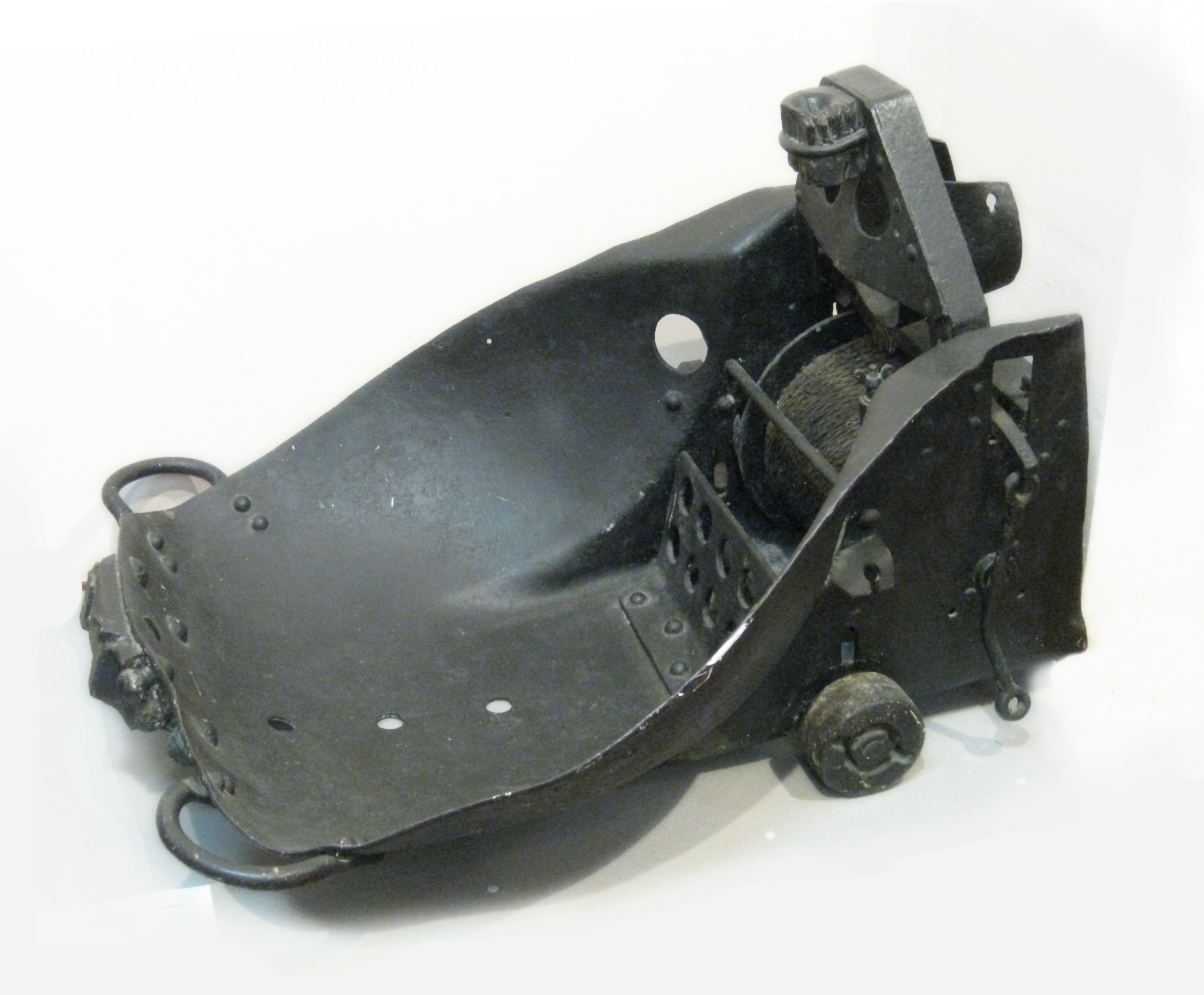
Минная тележка. Обнаружена в 1968 году на реке Шидровка (Рочегда). Использовалась английскими интервентами в годы гражданской войны на Севере для сбрасывания в Северную Двину мин. Поступила в музей 26 марта 1985 года от В.И. Жуковой

- Экспозиция «Котлас и Котласский район с древнейших времён до 1941 г.»
- Экспозиционный зал «Котлас и Котласский район в годы Великой Отечественной войны 1941–1945 гг.»
- Интерактивный зал «Палеонтологические раскопки профессора Амалицкого в Котласском районе в конце XIX – начале XX вв.».[1]

### Архив выставок
- «Сказки наших мастеров» (2013 год). Мебель конца XIX-XX вв. и авторская кукла.
- «В дар музею» (2013 год). Предметы быта, редкие документы, уникальные книги, фотографии из личных архивов горожан, живопись и графика котласских художников.
- «Неперемолотые. Опыт духовного сопротивления на Русском Севере в XX веке» (2013 год). Рассказ о судьбах подвижников православной веры и священнослужителей Архангельской области.
- «Против течения» (2012 год). Работы художников творческой мастерской «На крыльях времён», г. Котлас.
- «Котлас. Вчера. Сегодня. Завтра» (2012 год). Экспозиция показывала коллекцию редких фотографий и предметов, рассказывающих о городе в прошлом, настоящем и будущем.
- «Памяти В. В. Полякова» (2012 год).